# Savonranta
Savonranta este o fostă comună din Finlanda.